# Ivan Pilip
Ivan Pilip (ur. 4 sierpnia 1963 w Pradze) – czeski polityk, ekonomista i przedsiębiorca, w latach 1994–1997 minister edukacji, następnie do 1998 minister finansów.

## Życiorys
Absolwent Wyższej Szkoły Ekonomicznej w Pradze (1987), pracował następnie jako asystent na tej uczelni. Kształcił się również na studiach podyplomowych w zakresie polityki gospodarczej na Uniwersytecie Complutense w Madrycie.
W okresie przemian politycznych dołączył do Forum Obywatelskiego, a w 1990 został członkiem Partii Chrześcijańsko-Demokratycznej. W 1993 zastąpił Václava Bendę na funkcji przewodniczącego tego ugrupowania, zaś w 1996 przyłączył to ugrupowanie do Obywatelskiej Partii Demokratycznej. W 1992 objął stanowisko wiceministra edukacji, w maju 1994 objął urząd ministra edukacji w rządzie Václava Klausa. W czerwcu 1997 przeszedł na stanowisko ministra finansów, które utrzymał także w urzędującym od stycznia do lipca 1998 rządzie, którym kierował Josef Tošovský.
W 1996 i w 1998 wybierany na posła do Izby Poselskiej. W czeskim parlamencie zasiadał do 2002. W 1997 wraz z Janem Rumlem opuścił ODS, następnie brał udział w powołaniu Unii Wolności. Od 2002 do 2003 czasowo wykonywał obowiązki przewodniczącego tego ugrupowania.
W styczniu 2001 wraz z aktywistą społecznym Janem Bubeníkiem przebywał na Kubie, gdzie spotkał się z kubańskimi dysydentami. Obaj mężczyźni zostali w konsekwencji tymczasowo aresztowani, grożono im wieloletnimi karami pozbawienia wolności. Ostatecznie na skutek działań dyplomatycznych uwolniono ich w lutym 2001 po ponad trzech tygodniach izolacji.
Od 2004 do 2007 Ivan Pilip był jednym z wiceprezesów Europejskiego Banku Inwestycyjnego. Później zajął się działalnością gospodarczą.